# Journal de Genève
Journal de Genève was een Zwitsers Franstalig dagblad uit Genève.

## Omschrijving

### Wetenschappelijk weekblad
Het Journal de Genève verscheen voor het eerst in 1787 als een wetenschappelijk weekblad. Tussen 1878 en 1892 stond het blad onder leiding van ingenieur Jacques Paul. In die periode bevatte het blad artikelen over onder andere de eerste beklimming van de Mont Blanc, alsook literaire artikelen van historicus Jean-Pierre Bérenger. Het blad hield op te bestaan in 1794.

### NieuweJournal de Genève

#### Oppositiekrant
In 1826 richtten de vijf liberale intellectuelen James Fazy, Salomon Cougnard, Jean-François Chaponnière, John Petit-Senn en Antoine Gaudy-Lefort een nieuw oppositieweekblad met dezelfde naam, gericht tegen het reactionaire bewind in het kanton Genève na de Restauratie. Het blad verscheen tweemaal per week van 1832 tot 1850, toen het een dagblad werd. In 1840 bereikte men een oplage van 1.200 exemplaren.

#### Groei
De oplage kende een sterke stijging ten tijde van de Frans-Duitse Oorlog (1870-1871), toen het blad onder leiding stond van Jacques Adert en Marc Debrit. Het aantal lezers nam opnieuw toe tijdens de Eerste Wereldoorlog (1914-1918), onder hoofdredacteur Albert Bonnard en redacteur Paul Seippel.
Vervolgens zouden ook William Martin, René Payot, Olivier Reverdin, Bernard Béguin en Georges Anex hun stempel weten te drukken op het Journal de Genève, dat uitgroeide tot een van de meest vooraanstaande Romandische kranten op vlak van politiek, financiën en economie. In de jaren 1960 maakte Walter Weideli de gerenommeerde bijlage Samedi littéraire.

#### Teloorgang
In 1972 ontstond een redactionele samenwerking met de Gazette de Lausanne. Vanwege financiële moeilijkheden zou die krant in 1991 opgaan in het Journal de Genève. Financiële problemen zouden eind februari 1998 ook leiden tot het einde van het Journal de Genève, dat toen verscheen met een oplage van 32.000 exemplaren. Tezelfdertijd stopte uitgeverij Edipresse in Lausanne eveneens met haar krant Le Nouveau Quotidien, die tevens verlieslatend was. Uiteindelijk zouden de twee titels in maart 1998 samengaan in een nieuwe kwaliteitskrant, Le Temps.